# Contexto de recepción
El contexto de recepción se define como la 'realidad cultural' que rodea a la lectura de todas las obras, independiente del momento de su producción.                                                                                                
Con esto se logra saber que cada lectura que se lleva a cabo es un proceso distinto, una visión diferente de lectura.
Esto dependerá de la perspectiva que da un lector a una obra.                                                                
Esto dependerá de su edad, experiencias de vida (historia personal), nacionalidad(costumbres), aprendizajes, creencias, valores de cada quien, dónde se encuentra al momento de la lectura e incluso, su estado de ánimo.                                    
Por consiguiente, se puede decir que todas las obras se verán influenciadas por el contexto general del receptor.